# Île Maurelle
L'île Maurelle (en anglais : Maurelle Island) est une des îles Discovery, en Colombie-Britannique, au Canada. 
Elle est nommée en l'honneur du navigateur espagnol Francisco Antonio Mourelle.